# Caroline Loir
Caroline Loir (Amiens, 20 de enero de 1988) es una deportista francesa que compitió en piragüismo en la modalidad de eslalon.
Ganó dos medallas de bronce en el Campeonato Mundial de Piragüismo en Eslalon, en los años 2013 y 2014, y cinco medallas en el Campeonato Europeo de Piragüismo en Eslalon entre los años 2010 y 2014.

## Palmarés internacional
| Campeonato Mundial | Campeonato Mundial          | Campeonato Mundial | Campeonato Mundial |
| Año                | Lugar                       | Medalla            | Competición        |
| ------------------ | --------------------------- | ------------------ | ------------------ |
| 2013               | Praga (República Checa)     | Medalla de bronce  | C1 individual      |
| 2014               | Deep Creek (Estados Unidos) | Medalla de bronce  | C1 por equipos     |
| Campeonato Europeo |                             |                    |                    |
| Año                | Lugar                       | Medalla            | Competición        |
| 2010               | Bratislava (Eslovaquia)     | Medalla de bronce  | C1 individual      |
| 2011               | Seo de Urgel (España)       | Medalla de oro     | C1 individual      |
| 2012               | Augsburgo (Alemania)        | Medalla de plata   | K1 por equipos     |
| 2013               | Cracovia (Polonia)          | Medalla de oro     | C1 individual      |
| 2014               | Viena (Austria)             | Medalla de oro     | C1 individual      |